# Dylan Gobert
Pour les articles homonymes, voir Gobert.
Dylan Gobert, né le 11 octobre 2000, est un coureur cycliste français pratiquant le BMX.
Coureur de la Team MARSHAL RACING depuis 2022.

## Carrière
Dylan Gobert remporte la médaille d'or du contre-la-montre par équipes aux Championnats d'Europe de BMX 2021 à Zolder.

## Palmarès en BMX

### Coupe du monde
Élites
- 2021 : 11e du classement général

Espoirs
- 2022 : 4e du classement général, vainqueur d'une manche

### Championnats d'Europe
- Sarrians 2018
  -  Médaillé d'argent du BMX juniors
- Zolder 2021
  -  Champion d'Europe du contre-la-montre par équipes en BMX
- Dessel 2022
  -  Champion d'Europe du contre-la-montre par équipes en BMX

### Championnats de France
- 2018
  - 2e du BMX juniors
  - 3e du tour chrono juniors
- 2022
  -  Champion de France de BMX espoirs